# Gerhart Enders
Hans Wolfgang Gerhart Enders (* 17. Oktober 1924 in Dresden; † 18. März 1972 in Wilhelmshorst) war ein deutscher Historiker und Archivar.

## Leben
Gerhart Enders begann eine Lehre als Maschinenschlosser, bevor er ab Mai 1939 die Oberschule in Frankenberg besuchte. Nach seinem Wehrdienst und der Rückkehr aus der Kriegsgefangenschaft legte er 1946 sein Abitur ab und unterrichtete im Folgejahr als Neulehrer an dieser Schule.
Zum Sommersemester 1947 nahm er das Studium der Geschichte, Germanistik, Philosophie und Pädagogik an der
Universität Jena auf. Nach 4 Semestern wechselte er an die Universität Halle um bei Hans Haussherr Wirtschaftsgeschichte zu studieren. Im Sommer 1951 legte er sein Staatsexamen ab und wurde im Oktober mit einer Arbeit über Die wirtschaftliche Ausstattung der Universität Wittenberg 1502–1547. Die Entstehung der landesfürstlichen Universität zum Dr. phil. promoviert. Zwischen 1951 und 1953 war er Aspirant am Institut für Archivwissenschaft in Potsdam und schloss dort mit dem Staatsexamen als wissenschaftlicher Archivar ab.
Von Oktober 1953 bis Mai 1970 arbeitete er als Archivar im Deutschen Zentralarchiv, seit 1954 als Abteilungsleiter und stellvertretender Direktor. Daneben besaß er einen Lehrauftrag am Bereich Archivwissenschaft der Humboldt-Universität zu Berlin und lehrte an der Fachschule für Archivwesen in Potsdam. Er war wesentlich an der Ausarbeitung der „Ordnungs- und Verzeichnungsgrundsätze für die staatlichen Archive der Deutschen Demokratischen Republik“ (OVG) beteiligt und schuf mit seiner „Archivverwaltungslehre“ ein in Ost- und Westdeutschland anerkanntes Standardwerk für die archivarische Arbeit.
1970 wurde er aufgrund des Vorwurfs „profaschistischer Propaganda“ genötigt, in den vorzeitigen Ruhestand zu treten.
Er war der Ehemann der Archivarin und Historikerin Lieselott Enders. Sein Nachlass befindet sich im Bundesarchiv Berlin.

## Veröffentlichungen (Auswahl)
- mit Karl Höhnel: Aufbau und Entwicklung des Archivwesens der Deutschen Demokratischen Republik. Verlag des Ministeriums des Innern, Berlin-Wilhelmsruh 1959.
- Archivverwaltungslehre. Rütten & Loening, Berlin 1962